# Bundesstraße 245a
Die Bundesstraße 245a in Deutschland stellt die Verbindung von der B 245 bei Barneberg in Sachsen-Anhalt nach Helmstedt mit dem Zugang zur Autobahn 2 her.

## Geschichte
Vor der Deutschen Teilung verlief die Reichsstraße 245 von Halberstadt nach Helmstedt.
Da die Straße aber auf sehr kurzer Strecke dreimal die Innerdeutsche Grenze überquerte, wurde die Fernstraße 245 zu DDR-Zeiten ab Barneberg in Richtung Haldensleben verlegt. Die beiden kurzen westdeutschen Abschnitte im Landkreis Helmstedt behielten die Bezeichnung Bundesstraße 245.
Seit der Deutschen Wiedervereinigung im Jahre 1990 trägt der Abschnitt von Barneberg nach Helmstedt die Bezeichnung Bundesstraße 245a.

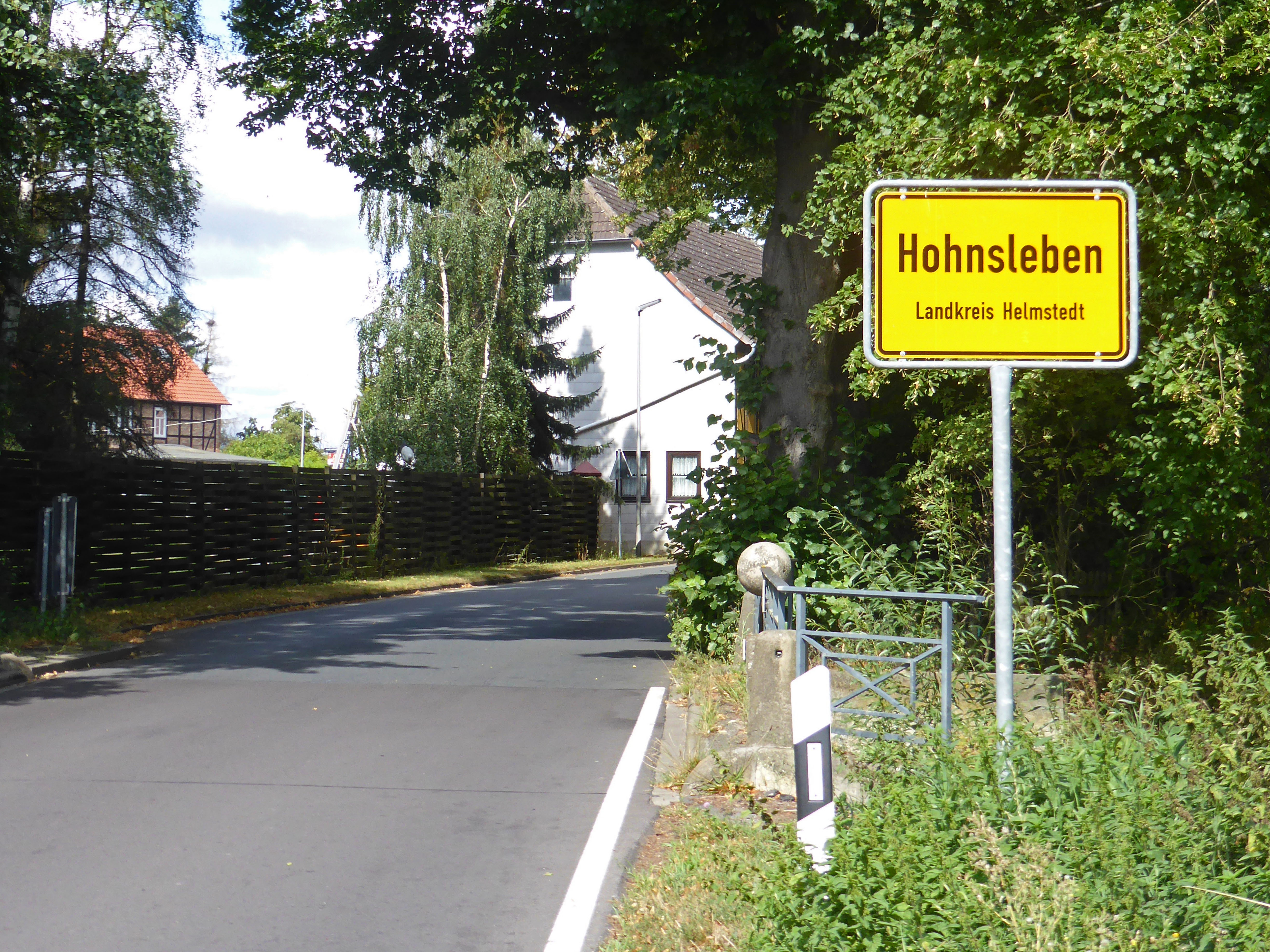
B 245a mit Ortseingang von Hohnsleben
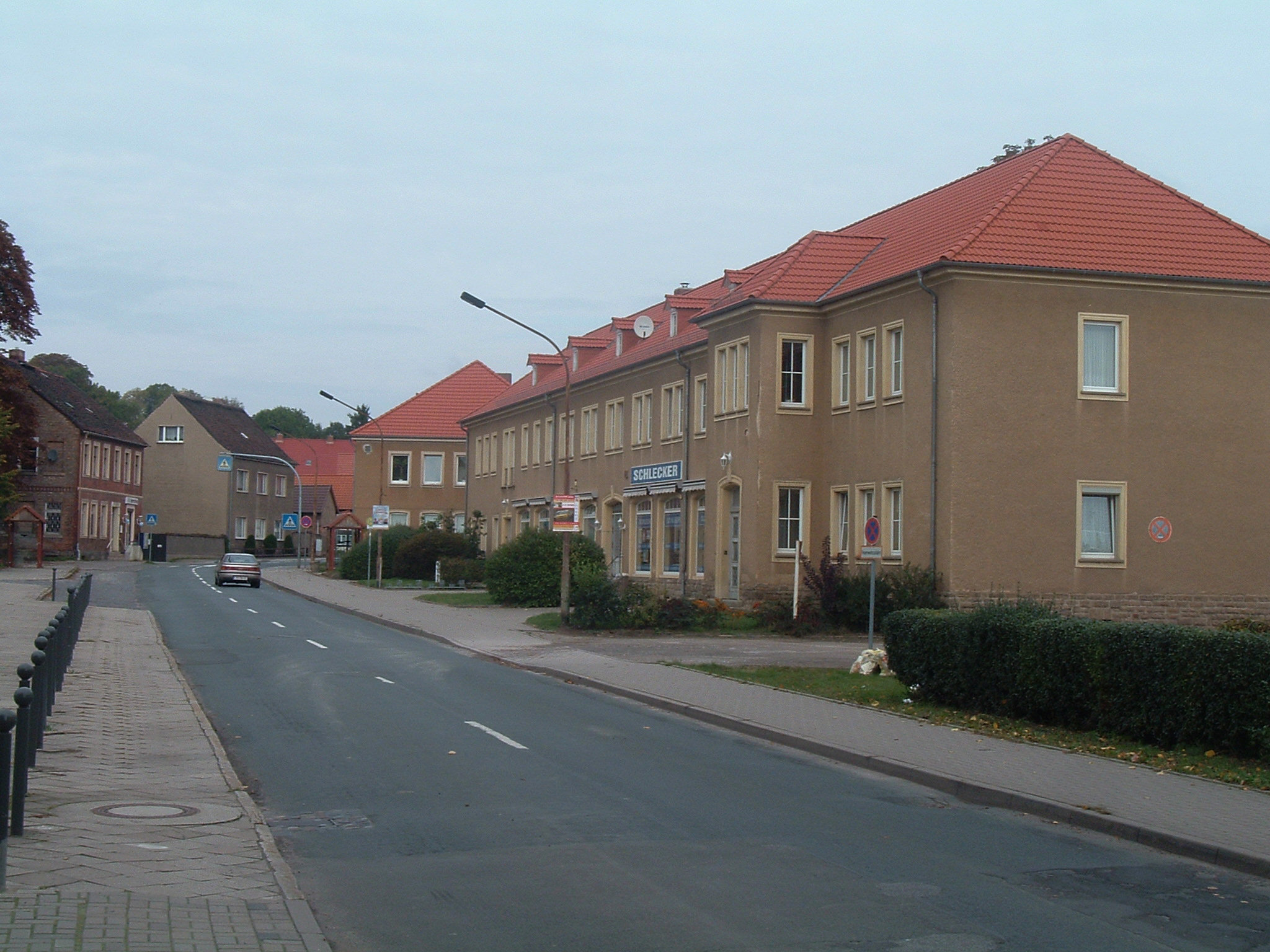
B 245a in Harbke